# Robi Jakovljević
Robi Jakovljević, slovenski nogometaš, * 7. maj 1993.
Jakovljević je profesionalni nogometaš, ki igra na položaju branilca. Igral je za slovenske klube Gorico, Brda in Radomlje. Skupno je v prvi slovenski ligi odigral 48 tekem, v drugi slovenski ligi pa je odigral 93 tekem in dosegel sedem golov. V letih 2011 in 2012 je odigral 11 tekem za slovensko reprezentanco do 19 let.